# Conops aureofuscus
Conops aureofuscus är en tvåvingeart som beskrevs av Camras 1957. Conops aureofuscus ingår i släktet Conops och familjen stekelflugor. Inga underarter finns listade i Catalogue of Life.